# Руђер II Сицилијански
Руђер II Сицилијански (итал. Ruggero II di Sicilia; Милето, 22. децембар 1095 — Палермо, 26. фебруар 1154) је био први краљ Сицилије (1130—1154). Краљевина Сицилија је тада обухватала Сицилију и југ Италије.
Најпре је био гроф Сицилије 1105, затим је постао војвода Апулије 1127, а 1130. је постао први краљ Сицилије. Ујединио је све територије, које су освојили Нормани у једно краљевство. 

## Долазак на власт на југу Италије
Када је Вилијам II Апулијски умро 1127. без наследника Руђер је полагао право на све Отвилске поседе на полуострву и феудалну власт над Капуом. Папа је био против уједињења Сицилије и Апулије.

## Руђер постаје краљ Сицилије
Папа се залагао 1127. за крсташки рат против Рућера II Сицилијанског, па је створио неуспешну коалицију против њега. Већ у августу 1128. папа је био принуђен да постављањем призна Руђера војводом Апулије и Калабрије. До 1129. Руђер је скршио отпор барона и градова, тако да је септембра 1129. признат и од Напуља, Капуе и осталих. Руђер је затим започео са увођењем реда. 
Када је 1130. умро папа Хонорије III уследили су двоструки избори за папу. Иноћентије II је побегао у Француску, а Руђер је подржавао антипапу Анаклетија II. Руђер је награђен круном за ту подршку, па 27. септембра 1130. Руђер постаје, папином булом, краљ Сицилије. Крунисан је у Палерму на Божић 1130. године.

## Побуне на полуострву
Покренут је рат, који је трајао око 10 година. Творац цистерцитског реда Бернард од Клервоа је подржавао папу Иноћентија II, па је створио велику коалицију против антипапе Анаклетија II и Руђера Сицилијанског. Коалицији су се придружили краљ Француске Луј VI, краљ Енглеске Хенрик I и цар Лотар III. У међувремену се побунио и југ Италије. Руђер је смирио побуну у Апулији, али побуњеници су заузели папски Беневенто. Руђер ја након пораза од побуњеника напустио југ Италије и побегао на Сицилији. Цар је дошао до Рима да би био крунисан и после тога је отишао, тако да су побуњеници остали без очекиване помоћи. До јула 1134. Руђер је присилио већину побуњеничких коловођа да се покоре. Једино је принц Капуе побегао, па Рућер поставља свог сина Алфонса на трон Капуе.
Поново је цар Лотар III скупио савезнике против норманског краљевства. Пиза, Ђенова и Византија су се бојали јачања норманског краљевства, па се удружују против Руђера. Пизанску флоту је предводио свргнути принц Капуе и искрцао се у Напуљу 1135. Побуњеници су чули да је Руђер болестан, па су се надали лакој победи. Заузели су тврђаву Аверса и доста територија око Напуља. Једино је Капуа одолевала побуњеничким нападима. Руђер се искрцао са краљевском армијом крај Салерна и повратио је све територије осим Напуља.

## Царска инвазија
Велика царска војска долази 1136. године. Предводили су је цар Лотар III и војвода Баварске Хенрик Поносни. Царска армија је уз помоћ побуњеника опседала Салерно. Руђер је остао на Сицилији. Салерно се предао, а после тога царска војска са побуњеницима креће јужније у Апулију. Јуна 1137. Лотар III је након опсаде заузео Бари. Након освајања Апулије цар се враћа у Немачку.
Након одласка царске војске, Рућер II се искрцава у Калабрији, да поврати заузете територије. Не само да је повратио територије, него је и Серџије VII Напуљски признао Руђера господарем Напуља, чиме је престало постојати независно напуљско војводство. Напуљ је тиме интегрисан у норманску краљевину.
Руђер је онда кренуо на Беневенто и северну Апулију, где је војвода Ранулф II Алифшки губио подршку. Међутим имао је немачке војнике и 1.500 витезова из Мелфија, Транија, Троја и Барија, који су били спремни да се боре. У бици код Рињана 30. октобра 1137. Руђер II и Серџије VII Напуљски сукобили су се са Ранулфовом војском. Руђер II је ту претрпио велики пораз. Серџије VII Напуљски је погинуо, а Руђер је побегао са бојног поља. Антипапа Анаклетије II умире 1138, а Иноћентије II одбија да се помири са краљем Руђером II Сицилијанским.
Руђер је поново напао у пролеће 1138. године. Уништио је све побуњеничке замкове и при томе је накупио велики ратни плен. Ранулф је побегао у Троју, али ту умире 1139. године.

## Консолидација краљевства
После смрти антипапе Анаклетија II, Руђер је покушавао да добије признање од папе Иноћентија II да је он краљ. Папа не пристаје и напада краљевство Сицилију са великом војском. Руђер је у једној бици 1139. заробио папу, па је понижени папа био присиљен да призна Руђера краљем Сицилије, Апулије и Капуе. Прецизне границе краљевства Сицилије одређене су тек 1144. године. Те земље ће следећих седам векова представљати краљевства Сицилије и Напуља или још касније Краљевства Две Сицилије.
После тога 1139. предаје се Бари са својих 50.000 становника иза великих зидина. 
Након заузимања јужне Италије Руђер доноси низ закона 1140. и ствара централизовану власт. Смањио је моћ вазала, који су се дотад стално бунили. Власт долази у руке сицилијанске бирократије. Када је централизовао власт створио је и нови новац дукат, назван по војводству Апулији.

## Период мирне власти
Постао је један од највећих краљева Европе. У Палерму је Руђер окупио око себе најученије људе разних нација. Краљевина Сицилија је постала водећа поморска сила Медитерана. Моћна флота је извршила серију освајања на афричкој обали (1135—1153). Триполи је заузет 1146, а рт Боан 1148. године. Та освајања су изгубљена током следећег краља и никад нису била интегрални део краљевства.
Други крсташки рат (1147—1148) пружио је Руђеру II Сицилијанском прилику да обнови нападе на Византију, која је била традиционални нормански непријатељ. Руђер никад није сам ишао у поход против Византије. Његов адмирал је 1147. напао Крф. Крф је капитулирао захваљујући понуђеном миту и незадовољству због великих византијских пореза. Отишли су до Пелопонеза, где су опљачкали Атину. После тога су се покренули према јонским острвима. Разарали су дуж Еубеје и Коринтског залива све до Тебе, где су опљачкали мануфактуре свиле и сав текстил. Однели су то у Палермо и створили су базу за сицилијанску индустрију свиле.
Током 1149. Крф је враћен под византијску власт. Руђеров адмирал је кренуо у казнену експедицију против Цариграда, али није могао да се искрца.
Руђер је умро 26. фебруара 1154. године. Наследио га је син Вилијам I Сицилијански.

## Породично стабло
|  |                          |  |  |  |  |  |  |  |  |  |  |  |  |  |  |  |
|  | 4. Танкред од Отвила     |  |  |  |  |  |  |  |  |  |  |  |  |  |  |  |
|  |                          |  |  |  |  |  |  |  |  |  |  |  |  |  |  |  |
|  |                          |  |  |  |  |  |  |  |  |  |  |  |  |  |  |  |
|  | 2. Руђер I Сицилијански  |  |  |  |  |  |  |  |  |  |  |  |  |  |  |  |
|  |                          |  |  |  |  |  |  |  |  |  |  |  |  |  |  |  |
|  |                          |  |  |  |  |  |  |  |  |  |  |  |  |  |  |  |
|  | 5. Fredisenda            |  |  |  |  |  |  |  |  |  |  |  |  |  |  |  |
|  |                          |  |  |  |  |  |  |  |  |  |  |  |  |  |  |  |
|  |                          |  |  |  |  |  |  |  |  |  |  |  |  |  |  |  |
|  | 1. Руђер II Сицилијански |  |  |  |  |  |  |  |  |  |  |  |  |  |  |  |
|  |                          |  |  |  |  |  |  |  |  |  |  |  |  |  |  |  |
|  |                          |  |  |  |  |  |  |  |  |  |  |  |  |  |  |  |
|  | 6. Manfred del Vasto     |  |  |  |  |  |  |  |  |  |  |  |  |  |  |  |
|  |                          |  |  |  |  |  |  |  |  |  |  |  |  |  |  |  |
|  |                          |  |  |  |  |  |  |  |  |  |  |  |  |  |  |  |
|  | 3. Аделаида дел Васто    |  |  |  |  |  |  |  |  |  |  |  |  |  |  |  |
|  |                          |  |  |  |  |  |  |  |  |  |  |  |  |  |  |  |
|  |                          |  |  |  |  |  |  |  |  |  |  |  |  |  |  |  |